# Урбаністичний камуфляж

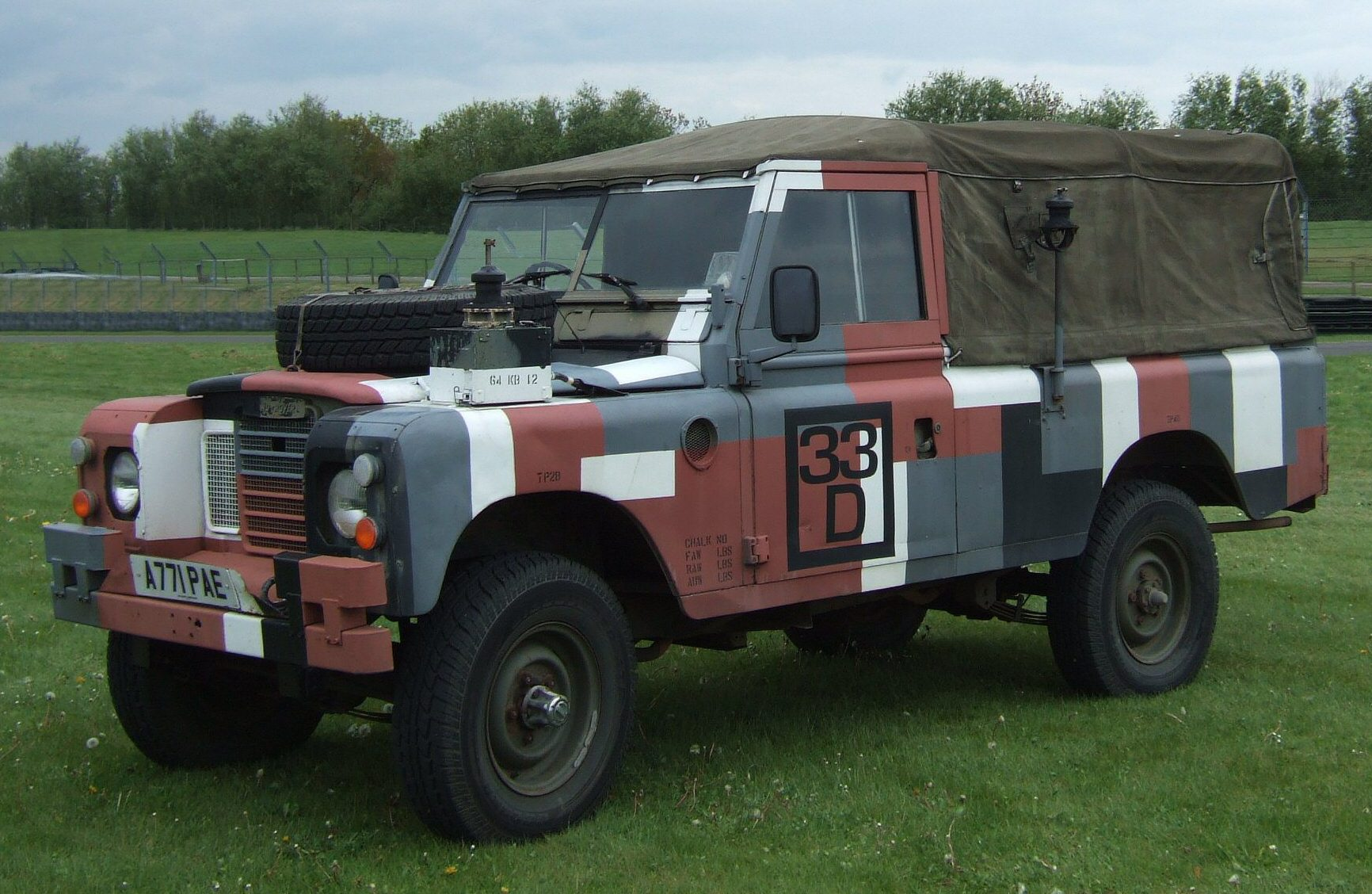
Британський армійський Land Rover з урбаністичним "Берлінським камуфляжем", розроблений під час холодної війни

Урбаністичний камуфляж — військові камуфляжні візерунки для маскування особового складу та техніки в умовах урбаністичної забудови, таких як міста та індустріальні зони, під час бойових дій в міських умовах.
Збройні сили кількох країн розробили спеціальні моделі міського камуфляжу. Деякі з них використовуються окремими воєнізованими формуваннями.

## Історія

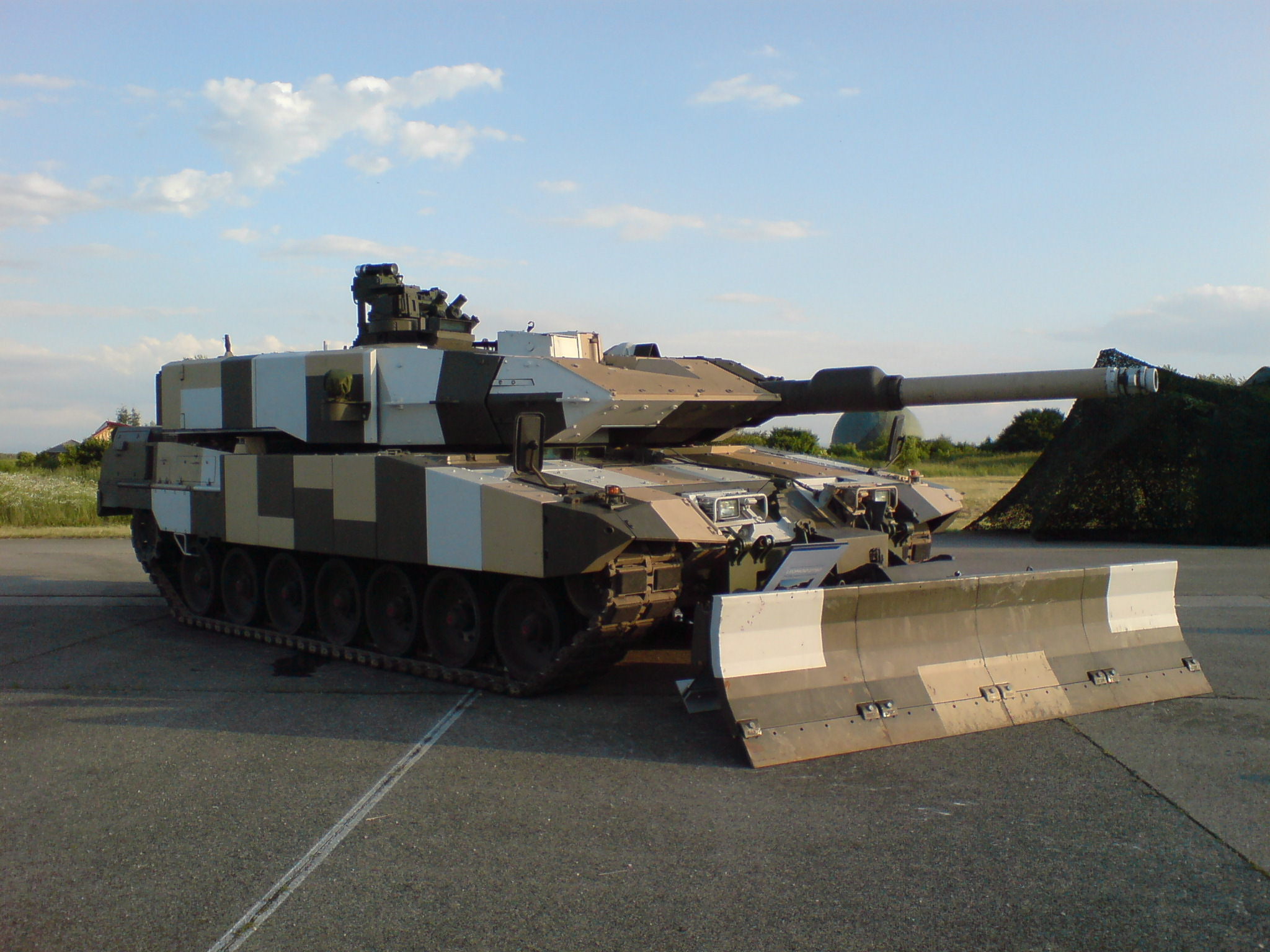
Німецький танк Леопард-2 в експериментальному урбаністичному камуфляжі (2008)

Урбаністичний камуфляж іноді використовувався збройними силами в населених пунктах і переважно лише для обмежених випробувань. Під час Холодної війни британська армія використовувала транспортні засоби, пофарбовані в міський зразок «Берлінський камуфляж».
Техніки розробки міського камуфляжу змінювалися з часом. У 1990 році Натікський науково-дослідний та інженерний центр армії США (нині Командний солдатський центр розвитку бойових можливостей) проаналізував окремі зразки рельєфу, починаючи від куп уламків і закінчуючи штукатуркою, за допомогою системи аналізу місцевості (TAS). З цих зразків TAS зібрала спектрофотометричні дані, щоб визначити найвиразніші кольори. Це було відомо як процедура «кластеризації», коли пікселі сцени групувалися за кольором у «домени». Ці домени надали дані, які продемонстрували діапазон кольорів середовища через середню різницю кольорів і значення CIELAB. Результати, надані TAS, були використані для розробки варіантів міського камуфляжу.
У 1994 році армія США розробила та провела тестування двох двоколірних і одного триколірного прототипів камуфляжної форми для військових операцій на урбанізованій місцевості (англ. Military Operations on Urbanized Terrain, MOUT). Шаблони були визнані перспективними, але так і не були прийняті на озброєння.
Одним із небагатьох урбаністичних камуфляжів, що пройшов стадію прототипа і надійшов у практичне використання є камуфляж TACAM, який з 2004 року використовується Національним контртерористичним центром Сполучених Штатів.

## Галерея

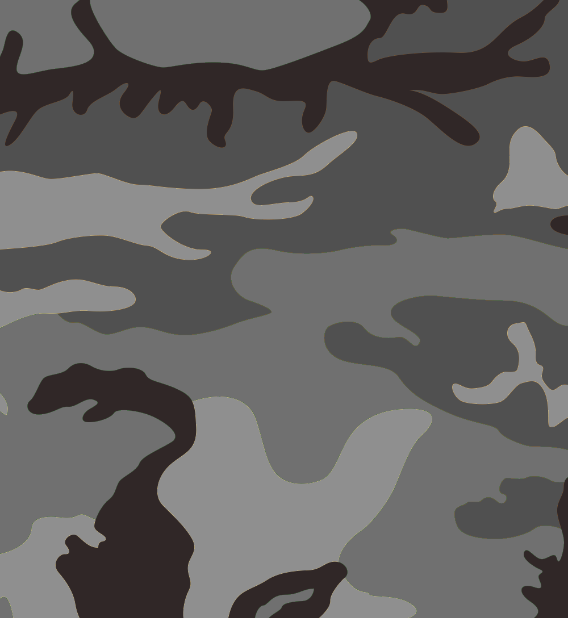
Прототип урбаністичної версії камуфляжу US Woodland
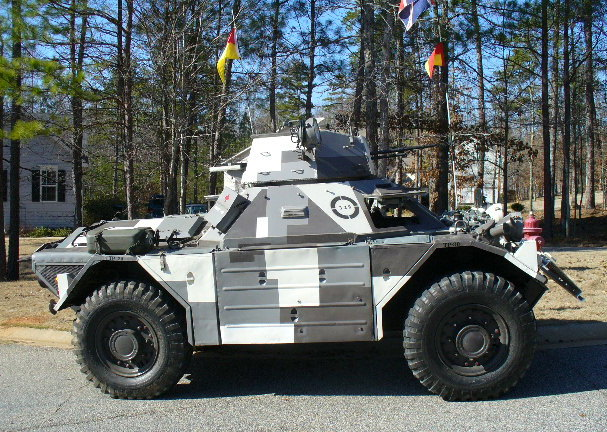
Британський розвідувальний бронеавтомобіль Ferret з "Берлінським камуфляжем"
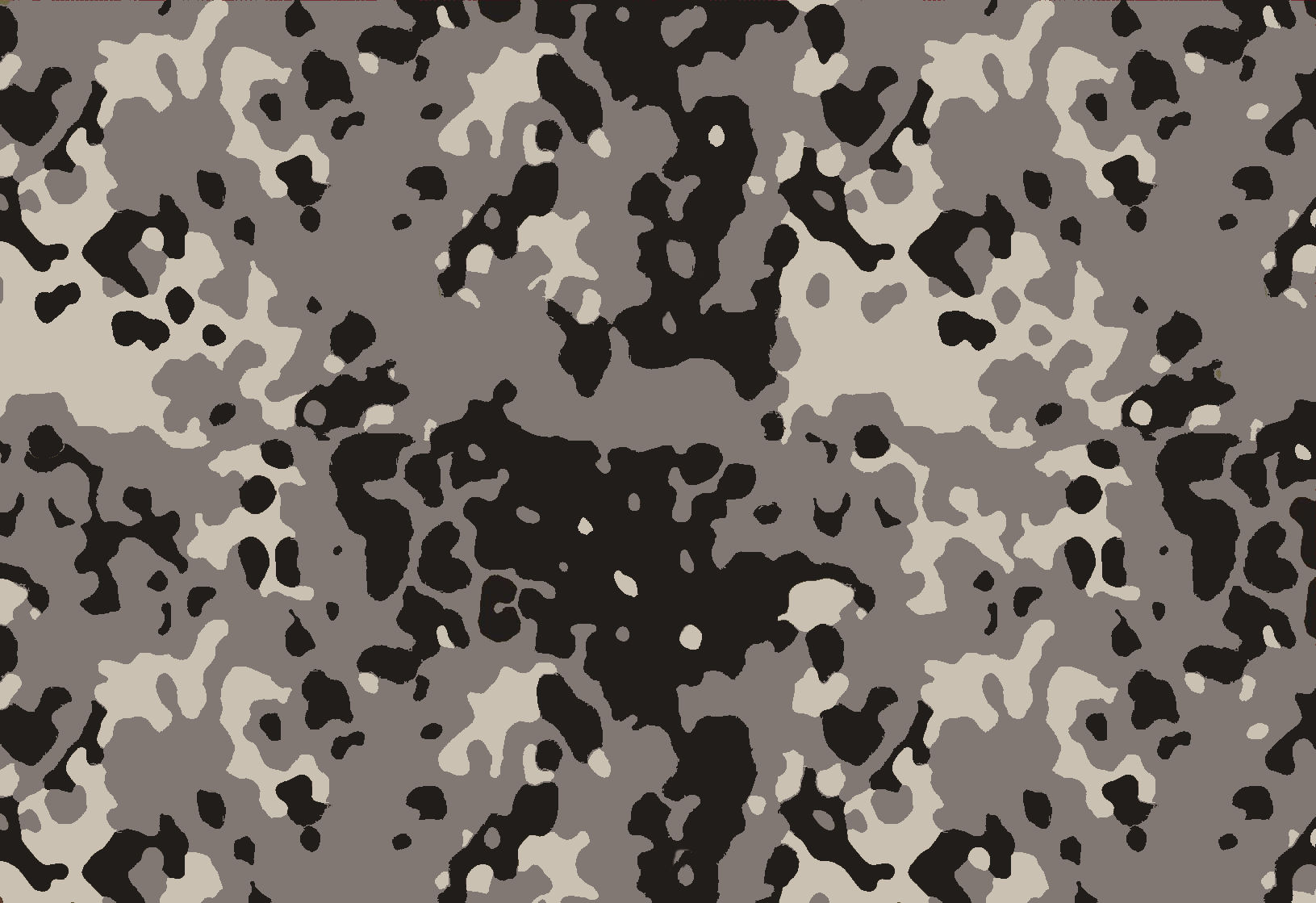
Прототип урбаністичної версії данського камуфляжу M84
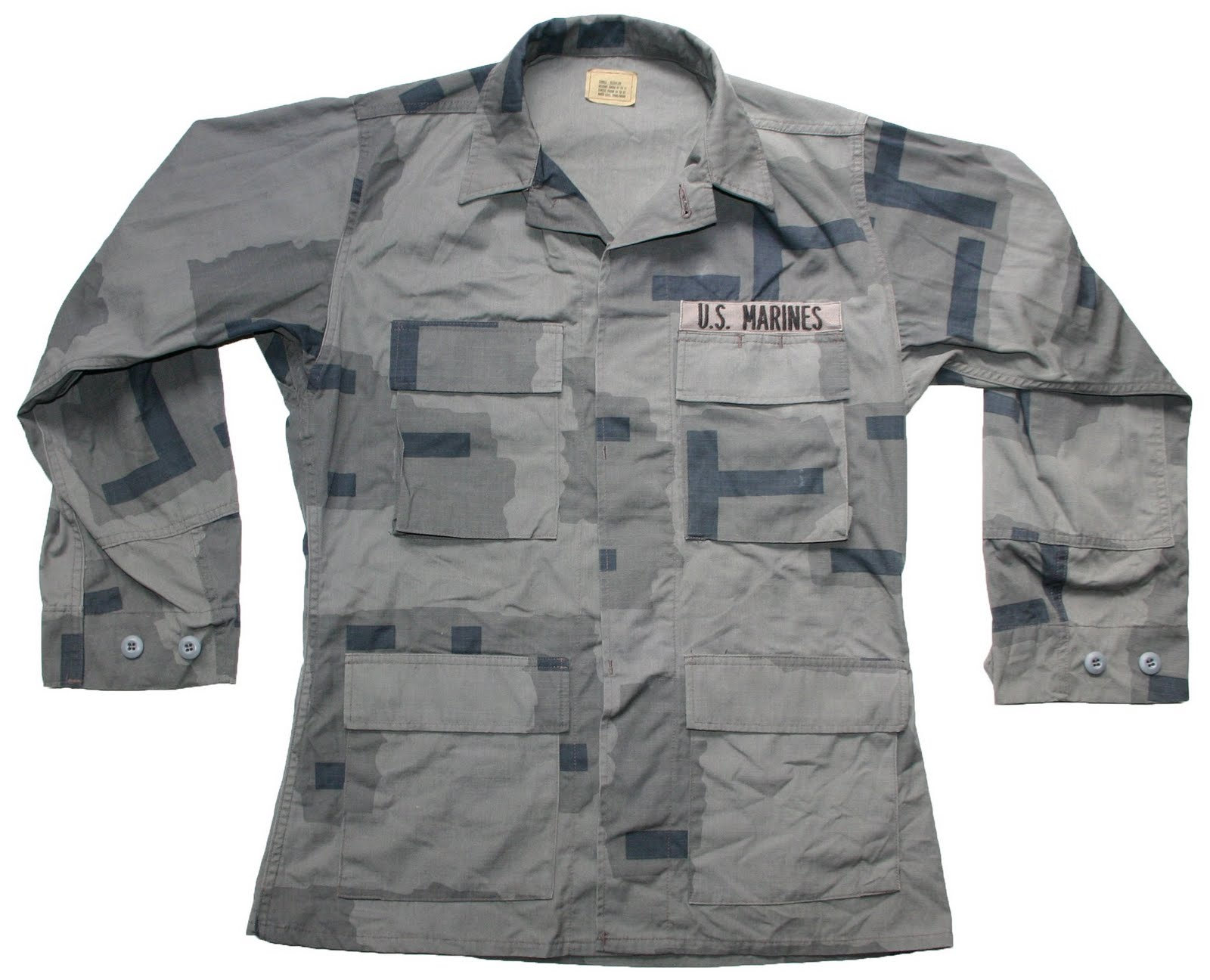
Прототип камуфляжу MOUT T-pattern Корпусу морської піхоти США, 1990-ті роки
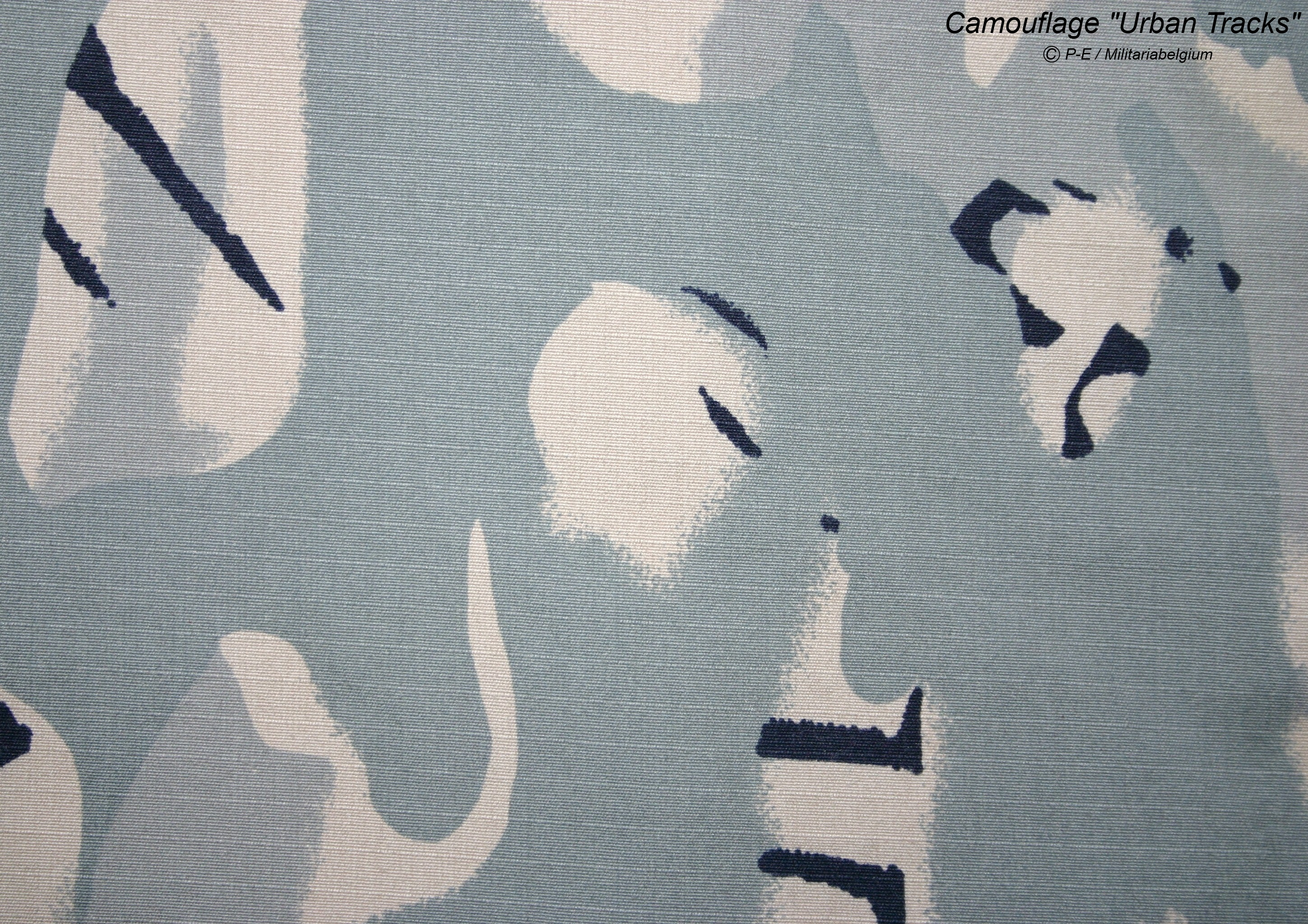
Натікський прототип камуфляжу “Urban tracks”